# Giro d'Italia
Giro d'Italia (có nghĩa là Vòng nước Ý trong tiếng Ý), còn được gọi là Giải đua xe đạp vòng quanh nước Ý, được xem như là giải đua xe đạp quan trọng thứ nhì của thế giới, sau Tour de France và trước Vuelta a España. Giải này thuộc về UCI ProTour vừa được đưa ra trong năm 2005, một trong những loạt đua xe đạp quan trọng nhất trong một năm.
Từ năm 1909 Giro d'Italia được tổ chức hằng năm – ngoại trừ thời gian của Chiến tranh thế giới thứ nhất và Chiến tranh thế giới thứ hai – trong thời gian 3 tuần của tháng 5 với tuyến đường đua thay đổi dẫn qua nước Ý và các nước lân cận.
Cuộc đua bao giờ cũng bao gồm các chặng đường bằng phẳng được các tay đua nước rút ưa chuộng, các chặng "khó trung bình" thích hợp cho các nhóm thích vượt lên trước và các chặng đua trên núi cao, nơi quyết định cuộc đua. Ngoài ra còn đua tính thời gian cá nhân hai lần.
Người đang dẫn đầu kết quả tổng cuộc cá nhân mang chiếc áo Maglia Rosa, tương tự như áo vàng của Tour de France. Màu này là dựa vào màu giấy hồng nhạt của tờ báo Gazzetta dello Sport tổ chức giải này.
Kỷ lục 5 lần thắng giải đang do 3 tay đua nắm giữ: hai người Ý Alfredo Binda và Fausto Coppi thắng trong thời gian từ 1925 đến 1933 và từ 1940 đến 1953 và "kẻ ăn thịt người", người Bỉ Eddy Merckx, đã đoạt các chiến thắng của ông trong khoảng thời gian từ 1968 cho đến 1974.
Mario Cipollini là người đoạt giải từng chặng nhiều nhất, trong năm 2003 ông đã ăn mừng thành công thứ 42 của mình tính từ năm 1989, và vì vậy đã phá kỷ lục lâu đời của Alfredo Binda (41 lần về nhất một chặng đua). Với 9 lần chiến thắng chỉ trong một Giro duy nhất, Alessandro Petacchi hiện đang giữ kỷ lục sau chiến tranh.

## Những cua rơ vô địch Giro d'Italia (đoạt áo hồng)
| dagger | Cua rơ cũng chiến thắng giải điểm số trong cùng năm                 |
| *      | Cua rơ cũng chiến thắng giải leo núi trong cùng năm                 |
| #      | Cua rơ cũng chiến thắng giải tay đua trẻ trong cùng năm             |
| ‡      | Cua rơ cũng chiến thắng giải điểm số và giải leo núi trong cùng năm |

| Năm  | Quốc tịch   | Cua rơ                                         | Đội                                | Tổng quãng đường          | Tổng thời gian/Tổng điểm | Khoảng cách với người thứ hai | Số chiến thắng chặng |
| ---- | ----------- | ---------------------------------------------- | ---------------------------------- | ------------------------- | ------------------------ | ----------------------------- | -------------------- |
| 1909 | Ý           | Luigi Ganna                                    | Bản mẫu:Cycling data Atala         | 2.445 km (1.519 mi)       | 25                       | 2                             | 3                    |
| 1910 | Ý           | Carlo Galetti                                  | Bản mẫu:Cycling data Atala         | 2.984 km (1.854 mi)       | 28                       | 18                            | 2                    |
| 1911 | Ý           | Carlo Galetti                                  | Bản mẫu:Cycling data Bianchi       | 3.526 km (2.191 mi)       | 50                       | 8                             | 3                    |
| 1912 | Ý           | —                                              | Bản mẫu:Cycling data Atala         | 2.443 km (1.518 mi)       | 33                       | 10                            | 1                    |
| 1913 | Ý           | Carlo Oriani                                   | Bản mẫu:Cycling data Maino         | 2.932 km (1.822 mi)       | 37                       | 6                             | 0                    |
| 1914 | Ý           | Alfonso Calzolari                              | Bản mẫu:Cycling data Stucchi       | 3.162 km (1.965 mi)       | 135h 17' 56"             | + 1h 57' 26"                  | 1                    |
| 1915 | —           | Không tổ chức do Chiến tranh thế giới thứ nhất | —                                  | —                         | —                        | —                             | —                    |
| 1916 | —           | Không tổ chức do Chiến tranh thế giới thứ nhất | —                                  | —                         | —                        | —                             | —                    |
| 1917 | —           | Không tổ chức do Chiến tranh thế giới thứ nhất | —                                  | —                         | —                        | —                             | —                    |
| 1918 | —           | Không tổ chức do Chiến tranh thế giới thứ nhất | —                                  | —                         | —                        | —                             | —                    |
| 1919 | Ý           | Costante Girardengo                            | Bản mẫu:Cycling data Stucchi       | 2.984 km (1.854 mi)       | 112h 51' 29"             | + 51' 56"                     | 7                    |
| 1920 | Ý           | Gaetano Belloni                                | Bản mẫu:Cycling data Bianchi       | 2.632 km (1.635 mi)       | 102h 44' 33"             | + 32' 24"                     | 3                    |
| 1921 | Ý           | Giovanni Brunero                               | Bản mẫu:Cycling data Legnano       | 3.107 km (1.931 mi)       | 120h 24' 39"             | + 41"                         | 1                    |
| 1922 | Ý           | Giovanni Brunero                               | Bản mẫu:Cycling data Legnano       | 3.095 km (1.923 mi)       | 119h 43' 00"             | + 12' 29"                     | 2                    |
| 1923 | Ý           | Costante Girardengo                            | Bản mẫu:Cycling data Maino         | 3.202 km (1.990 mi)       | 122h 28' 17"             | + 37"                         | 8                    |
| 1924 | Ý           | Giuseppe Enrici                                | —                                  | 3.613 km (2.245 mi)       | 143h 43' 37"             | + 58' 21"                     | 2                    |
| 1925 | Ý           | Alfredo Binda                                  | Bản mẫu:Cycling data Legnano       | 3.520 km (2.190 mi)       | 137h 31' 13"             | + 4' 58"                      | 1                    |
| 1926 | Ý           | Giovanni Brunero                               | Bản mẫu:Cycling data Legnano       | 3.430 km (2.130 mi)       | 137h 55' 59"             | + 15' 28"                     | 1                    |
| 1927 | Ý           | Alfredo Binda                                  | Bản mẫu:Cycling data Legnano       | 3.758 km (2.335 mi)       | 144h 15' 35"             | + 27' 24"                     | 12                   |
| 1928 | Ý           | Alfredo Binda                                  | Bản mẫu:Cycling data Wolsit        | 3.044 km (1.891 mi)       | 114h 15' 19"             | + 18' 13"                     | 6                    |
| 1929 | Ý           | Alfredo Binda                                  | Bản mẫu:Cycling data Legnano       | 2.920 km (1.810 mi)       | 107h 18' 24"             | + 3' 44"                      | 8                    |
| 1930 | Ý           | Luigi Marchisio                                | Bản mẫu:Cycling data Legnano       | 3.095 km (1.923 mi)       | 115h 11' 55"             | + 52"                         | 2                    |
| 1931 | Ý           | Francesco Camusso                              | Bản mẫu:Cycling data Gloria        | 3.012 km (1.872 mi)       | 102h 40' 46"             | + 2' 47"                      | 2                    |
| 1932 | Ý           | Antonio Pesenti                                | Bản mẫu:Cycling data Wolsit        | 3.235 km (2.010 mi)       | 105h 42' 41"             | + 11' 09"                     | 1                    |
| 1933 | Ý           | Alfredo Binda*                                 | Bản mẫu:Cycling data Legnano       | 3.343 km (2.077 mi)       | 111h 01' 52"             | + 12' 34"                     | 6                    |
| 1934 | Ý           | Learco Guerra                                  | Bản mẫu:Cycling data Maino         | 3.706 km (2.303 mi)       | 121h 17' 17"             | + 51"                         | 10                   |
| 1935 | Ý           | Vasco Bergamaschi                              | Bản mẫu:Cycling data Maino         | 3.577 km (2.223 mi)       | 113h 22' 46"             | + 3' 07"                      | 2                    |
| 1936 | Ý           | Gino Bartali*                                  | Bản mẫu:Cycling data Legnano       | 3.766 km (2.340 mi)       | 120h 12' 30"             | + 2' 36"                      | 3                    |
| 1937 | Ý           | Gino Bartali*                                  | Bản mẫu:Cycling data Legnano       | 3.840 km (2.390 mi)       | 122h 25' 40"             | + 8' 18"                      | 4                    |
| 1938 | Ý           | Giovanni Valetti*                              | Bản mẫu:Cycling data Frejus        | 3.645 km (2.265 mi)       | 112h 49' 28"             | + 8' 52"                      | 3                    |
| 1939 | Ý           | Giovanni Valetti                               | Bản mẫu:Cycling data Frejus        | 3.011 km (1.871 mi)       | 88h 02' 00"              | + 2' 59"                      | 3                    |
| 1940 | Ý           | Fausto Coppi                                   | Bản mẫu:Cycling data Legnano       | 3.574 km (2.221 mi)       | 107h 31' 10"             | + 2' 40"                      | 1                    |
| 1941 | —           | Không tổ chức do Chiến tranh thế giới thứ hai  | —                                  | —                         | —                        | —                             | —                    |
| 1942 | —           | Không tổ chức do Chiến tranh thế giới thứ hai  | —                                  | —                         | —                        | —                             | —                    |
| 1943 | —           | Không tổ chức do Chiến tranh thế giới thứ hai  | —                                  | —                         | —                        | —                             | —                    |
| 1944 | —           | Không tổ chức do Chiến tranh thế giới thứ hai  | —                                  | —                         | —                        | —                             | —                    |
| 1945 | —           | Không tổ chức do Chiến tranh thế giới thứ hai  | —                                  | —                         | —                        | —                             | —                    |
| 1946 | Ý           | Gino Bartali*                                  | Bản mẫu:Cycling data Legnano       | 3.039 km (1.888 mi)       | 95h 32' 20"              | + 47"                         | 0                    |
| 1947 | Ý           | Fausto Coppi                                   | Bản mẫu:Cycling data Bianchi       | 3.843 km (2.388 mi)       | 115h 55' 07"             | + 1' 43"                      | 3                    |
| 1948 | Ý           | Fiorenzo Magni                                 | Bản mẫu:Cycling data Willier       | 4.164 km (2.587 mi)       | 125h 51' 52"             | + 11"                         | 3                    |
| 1949 | Ý           | Fausto Coppi*                                  | Bản mẫu:Cycling data Bianchi       | 4.088 km (2.540 mi)       | 125h 25' 50"             | + 23' 47"                     | 3                    |
| 1950 | Thụy Sĩ     | Hugo Koblet*                                   | Bản mẫu:Cycling data Guerra        | 3.981 km (2.474 mi)       | 117h 28' 03"             | + 5' 12"                      | 2                    |
| 1951 | Ý           | Fiorenzo Magni                                 | Bản mẫu:Cycling data Ganna         | 4.153 km (2.581 mi)       | 121h 11' 37"             | + 1' 46"                      | 0                    |
| 1952 | Ý           | Fausto Coppi                                   | Bản mẫu:Cycling data Bianchi       | 3.964 km (2.463 mi)       | 114h 36' 43"             | + 9' 18"                      | 3                    |
| 1953 | Ý           | Fausto Coppi                                   | Bản mẫu:Cycling data Bianchi       | 4.035 km (2.507 mi)       | 118h 37' 26"             | + 1' 29"                      | 3                    |
| 1954 | Thụy Sĩ     | Carlo Clerici                                  | Bản mẫu:Cycling data Guerra        | 4.337 km (2.695 mi)       | 129h 13' 07"             | + 24' 16"                     | 1                    |
| 1955 | Ý           | Fiorenzo Magni                                 | Bản mẫu:Cycling data Nivea         | 3.861 km (2.399 mi)       | 108h 56' 13"             | + 13"                         | 1                    |
| 1956 | Luxembourg  | Charly Gaul*                                   | Bản mẫu:Cycling data Faema         | 3.523 km (2.189 mi)       | 101h 39' 49"             | + 3' 27"                      | 3                    |
| 1957 | Ý           | Gastone Nencini                                | Bản mẫu:Cycling data Chlorodont    | 3.926 km (2.440 mi)       | 104h 45' 06"             | + 19"                         | 2                    |
| 1958 | Ý           | Ercole Baldini                                 | Bản mẫu:Cycling data Legnano       | 3.341 km (2.076 mi)       | 92h 09' 30"              | + 4' 17"                      | 4                    |
| 1959 | Luxembourg  | Charly Gaul*                                   | Bản mẫu:Cycling data EMI           | 3.657 km (2.272 mi)       | 101h 50' 54"             | + 6' 12"                      | 3                    |
| 1960 | Pháp        | Jacques Anquetil                               | Bản mẫu:Cycling data Helyett       | 3.481 km (2.163 mi)       | 94h 03' 54"              | + 28"                         | 2                    |
| 1961 | Ý           | Arnaldo Pambianco                              | Bản mẫu:Cycling data Fides         | 4.004 km (2.488 mi)       | 111h 25' 28"             | + 3' 45"                      | 0                    |
| 1962 | Ý           | Franco Balmamion                               | Bản mẫu:Cycling data Carpano       | 4.180 km (2.600 mi)       | 123h 07' 03"             | + 3' 57"                      | 0                    |
| 1963 | Ý           | Franco Balmamion                               | Bản mẫu:Cycling data Carpano       | 4.063 km (2.525 mi)       | 116h 50' 16"             | + 2' 24"                      | 0                    |
| 1964 | Pháp        | Jacques Anquetil                               | Bản mẫu:Cycling data Saint-Raphaël | 4.069 km (2.528 mi)       | 115h 10' 27"             | + 1' 22"                      | 1                    |
| 1965 | Ý           | Vittorio Adorni                                | Bản mẫu:Cycling data Salvarani     | 4.051 km (2.517 mi)       | 121h 08' 18"             | + 11' 26"                     | 3                    |
| 1966 | Ý           | Gianni Motta                                   | Bản mẫu:Cycling data Molteni       | 3.976 km (2.471 mi)       | 111h 10' 48"             | + 3' 57"                      | 2                    |
| 1967 | Ý           | Felice Gimondi                                 | Bản mẫu:Cycling data Salvarani     | 3.572 km (2.220 mi)       | 101h 05' 34"             | + 3' 36"                      | 1                    |
| 1968 | Bỉ          | Eddy Merckx‡                                   | Bản mẫu:Cycling data Faemino       | 3.917 km (2.434 mi)       | 108h 42' 27"             | + 5' 01"                      | 3                    |
| 1969 | Ý           | Felice Gimondi                                 | Bản mẫu:Cycling data Salvarani     | 3.851 km (2.393 mi)       | 128h 04' 27"             | + 3' 35"                      | 0                    |
| 1970 | Bỉ          | Eddy Merckx                                    | Bản mẫu:Cycling data Faemino       | 3.292 km (2.046 mi)       | 90h 08' 47"              | + 3' 14"                      | 3                    |
| 1971 | Thụy Điển   | Gösta Pettersson                               | Bản mẫu:Cycling data Ferretti      | 3.621 km (2.250 mi)       | 97h 24' 04"              | + 2' 32"                      | 0                    |
| 1972 | Bỉ          | Eddy Merckx                                    | Bản mẫu:Cycling data Molteni       | 3.725 km (2.315 mi)       | 103h 04' 04"             | + 5' 30"                      | 3                    |
| 1973 | Bỉ          | Eddy Merckx                                    | Bản mẫu:Cycling data Molteni       | 3.801 km (2.362 mi)       | 106h 54' 41"             | + 7' 42"                      | 6                    |
| 1974 | Bỉ          | Eddy Merckx                                    | Bản mẫu:Cycling data Molteni       | 4.001 km (2.486 mi)       | 113h 08' 13"             | + 12"                         | 2                    |
| 1975 | Ý           | Fausto Bertoglio                               | Bản mẫu:Cycling data Jollj         | 3.933 km (2.444 mi)       | 111h 31' 24"             | + 41"                         | 1                    |
| 1976 | Ý           | Felice Gimondi                                 | Bản mẫu:Cycling data Bianchi       | 4.161 km (2.586 mi)       | 119h 58' 16"             | + 19"                         | 1                    |
| 1977 | Bỉ          | Michel Pollentier                              | Bản mẫu:Cycling data Flandria      | 3.884 km (2.413 mi)       | 107h 27' 16"             | + 2' 32"                      | 1                    |
| 1978 | Bỉ          | Johan De Muynck                                | Bản mẫu:Cycling data Bianchi       | 3.610 km (2.240 mi)       | 101h 31' 22"             | + 59"                         | 1                    |
| 1979 | Ý           | Giuseppe Saronni                               | Bản mẫu:Cycling data Scic          | 3.301 km (2.051 mi)       | 89h 29' 18"              | + 2' 09"                      | 3                    |
| 1980 | Pháp        | Bernard Hinault                                | Bản mẫu:Cycling data REN           | 4.025 km (2.501 mi)       | 112h 08' 20"             | + 5' 43"                      | 1                    |
| 1981 | Ý           | Giovanni Battaglin                             | Bản mẫu:Cycling data CAR           | 3.895 km (2.420 mi)       | 104h 50' 36"             | + 38"                         | 1                    |
| 1982 | Pháp        | Bernard Hinault                                | Bản mẫu:Cycling data REN           | 4.010 km (2.490 mi)       | 110h 07' 55"             | + 2' 35"                      | 4                    |
| 1983 | Ý           | Giuseppe Saronni                               | Bản mẫu:Cycling data DEL           | 3.916 km (2.433 mi)       | 100h 45' 30"             | + 1' 07"                      | 3                    |
| 1984 | Ý           | Francesco Moser                                | Bản mẫu:Cycling data GIS           | 3.808 km (2.366 mi)       | 98h 32' 20"              | + 1' 03"                      | 4                    |
| 1985 | Pháp        | Bernard Hinault                                | La Vie Claire–Look                 | 3.998 km (2.484 mi)       | 105h 46' 51"             | + 1' 08"                      | 1                    |
| 1986 | Ý           | Roberto Visentini                              | Bản mẫu:Cycling data CAR           | 3.858 km (2.397 mi)       | 102h 33' 55"             | + 1' 02"                      | 1                    |
| 1987 | Ireland     | Stephen Roche                                  | Bản mẫu:Cycling data CAR           | 3.915 km (2.433 mi)       | 105h 39' 42"             | + 3' 40"                      | 2                    |
| 1988 | Hoa Kỳ      | Andrew Hampsten*                               | Bản mẫu:Cycling data MOT           | 3.759 km (2.336 mi)       | 97h 18' 56"              | + 1' 43"                      | 2                    |
| 1989 | Pháp        | Laurent Fignon                                 | Bản mẫu:Cycling data SUG           | 3.623 km (2.251 mi)       | 93h 30' 16"              | + 1' 15"                      | 1                    |
| 1990 | Ý           | Gianni Bugno                                   | Bản mẫu:Cycling data Chateau d'Ax  | 3.450 km (2.140 mi)       | 91h 51' 04"              | + 6' 33"                      | 3                    |
| 1991 | Ý           | Franco Chioccioli                              | Bản mẫu:Cycling data DEL           | 3.715 km (2.308 mi)       | 99h 35' 43"              | + 3' 48"                      | 3                    |
| 1992 | Tây Ban Nha | Miguel Indurain                                | Banesto                            | 3.835 km (2.383 mi)       | 103h 36' 08"             | + 1' 15"                      | 2                    |
| 1993 | Tây Ban Nha | Miguel Indurain                                | Banesto                            | 3.703 km (2.301 mi)       | 99h 09' 44"              | + 58"                         | 2                    |
| 1994 | Nga         | Evgeni Berzin#                                 | Bản mẫu:Cycling data GEW           | 3.738 km (2.323 mi)       | 100h 41' 21"             | + 2' 51"                      | 3                    |
| 1995 | Thụy Sĩ     | Tony Rominger                                  | Bản mẫu:Cycling data MAP           | 3.736 km (2.321 mi)       | 97h 37' 50"              | + 4' 13"                      | 4                    |
| 1996 | Nga         | Pavel Tonkov                                   | Bản mẫu:Cycling data LAM           | 3.990 km (2.480 mi)       | 105h 20' 23"             | + 2' 43"                      | 1                    |
| 1997 | Ý           | Ivan Gotti                                     | Bản mẫu:Cycling data SAE           | 3.912 km (2.431 mi)       | 102h 53' 58"             | + 1' 27"                      | 1                    |
| 1998 | Ý           | Marco Pantani*                                 | Bản mẫu:Cycling data UNO           | 3.868 km (2.403 mi)       | 98h 48' 32"              | + 1' 43"                      | 2                    |
| 1999 | Ý           | Ivan Gotti                                     | Bản mẫu:Cycling data POL           | 3.757 km (2.334 mi)       | 99h 55' 56"              | + 3' 35"                      | 0                    |
| 2000 | Ý           | Stefano Garzelli                               | Bản mẫu:Cycling data UNO           | 3.707 km (2.303 mi)       | 98h 30' 14"              | + 1' 27"                      | 1                    |
| 2001 | Ý           | Gilberto Simoni                                | Bản mẫu:Cycling data LAM           | 3.572 km (2.220 mi)       | 89h 02' 58"              | + 7' 31"                      | 1                    |
| 2002 | Ý           | Paolo Savoldelli                               | Bản mẫu:Cycling data INA           | 3.334 km (2.072 mi)       | 89h 22' 42"              | + 1' 41"                      | 0                    |
| 2003 | Ý           | Gilberto Simoni                                | Bản mẫu:Cycling data SAE           | 3.544 km (2.202 mi)       | 89h 32' 09"              | + 7' 06"                      | 3                    |
| 2004 | Ý           | Damiano Cunego                                 | Bản mẫu:Cycling data SAE           | 3.435 km (2.134 mi)       | 88h 40' 43"              | + 2' 02"                      | 4                    |
| 2005 | Ý           | Paolo Savoldelli                               | Bản mẫu:Cycling data DSC           | 3.440 km (2.140 mi)       | 91h 25' 51"              | + 28"                         | 1                    |
| 2006 | Ý           | Ivan Basso                                     | Team CSC                           | 3.526 km (2.191 mi)       | 91h 33' 36"              | + 9' 18"                      | 3                    |
| 2007 | Ý           | Danilo Di Luca                                 | Liquigas                           | 3.463 km (2.152 mi)       | 92h 59' 39"              | + 1' 55"                      | 2                    |
| 2008 | Tây Ban Nha | Alberto Contador                               | Astana                             | 3.420 km (2.130 mi)       | 89h 56' 49"              | + 1' 57"                      | 0                    |
| 2009 | Nga         | Denis Menchov                                  | Bản mẫu:Cycling data RAB           | 3.456 km (2.147 mi)       | 86h 03' 11"              | + 41"                         | 3                    |
| 2010 | Ý           | Ivan Basso                                     | Liquigas–Doimo                     | 3.485 km (2.165 mi)       | 87h 44' 01"              | + 1' 51"                      | 1                    |
| 2011 | Ý           | Alberto Contador Michele Scarponi[A]           | Bản mẫu:Cycling data LAM           | 3.524 km (2.190 mi)       | 84h 11' 24"              | + 46"                         | 0                    |
| 2012 | Canada      | Ryder Hesjedal                                 | Bản mẫu:Cycling data GRS           | 3.503 km (2.177 mi)       | 91h 39' 02"              | + 16"                         | 0                    |
| 2013 | Ý           | Vincenzo Nibali                                | Astana                             | 3.405 km (2.116 mi)       | 84h 53' 28"              | + 4' 43"                      | 2                    |
| 2014 | Colombia    | Nairo Quintana#                                | Movistar Team                      | 3.445,5 km (2.140,9 mi)   | 88h 14' 32"              | + 2' 58"                      | 2                    |
| 2015 | Tây Ban Nha | Alberto Contador                               | Tinkoff–Saxo                       | 3.481,8 km (2.163,5 mi)   | 88h 22' 25"              | + 1' 53"                      | 0                    |
| 2016 | Ý           | Vincenzo Nibali                                | Astana                             | 3.463,15 km (2.151,90 mi) | 82h 44' 31"              | +52"                          | 1                    |
| 2017 | Hà Lan      | Tom Dumoulin                                   | Đội Sunweb                         | 3.609,1 km (2.242,6 mi)   | 90h 44' 54"              | +31"                          | 2                    |
| 2018 | Anh Quốc    | Chris Froome*                                  | Đội SKy                            | 3.572,4 km (2.219,8 mi)   | 89h 02' 39"              | +46"                          | 2                    |
| 2019 | Ecuador     | Richard Carapaz                                | Movistar Team                      | 3.546,8 km (2.203,9 mi)   | 90h 01' 47"              | +1' 05"                       | 2                    |
| 2020 | Anh Quốc    | Tao Geoghegan Hart#                            | {{{team name-2020b}}}              | 3.361,4 km (2.088,7 mi)   | 85h 40' 21"              | +39"                          | 2                    |
| 2021 | Colombia    | Egan Bernal#                                   | Bản mẫu:Cycling data IGD           | 3.410,9 km (2.119,4 mi)   | 86h 17' 28"              | +1' 29"                       | 2                    |

### Vô địch nhiều lần
Tính đến năm 2021, có 22 cua rơ từng vô địch Giro d'Italia hơn một lần.
| Cua rơ                 | Số lần vô địch | Năm                          |
| ---------------------- | -------------- | ---------------------------- |
| Alfredo Binda (ITA)    | 5              | 1925, 1927, 1928, 1929, 1933 |
| Fausto Coppi (ITA)     | 5              | 1940, 1947, 1949, 1952, 1953 |
| Eddy Merckx (BEL)      | 5              | 1968, 1970, 1972, 1973, 1974 |
| Giovanni Brunero (ITA) | 3              | 1921, 1922, 1926             |
| Gino Bartali (ITA)     | 3              | 1936, 1937, 1946             |
| Fiorenzo Magni (ITA)   | 3              | 1948, 1951, 1955             |
| Felice Gimondi (ITA)   | 3              | 1967, 1969, 1976             |
| Bernard Hinault (FRA)  | 3              | 1980, 1982, 1985             |
| Carlo Galetti          | 2              | 1910, 1911                   |
| Costante Girardengo    | 2              | 1919, 1923                   |
| Giovanni Valetti (ITA) | 2              | 1938, 1939                   |
| Charly Gaul (LUX)      | 2              | 1956, 1959                   |
| Franco Balmamion (ITA) | 2              | 1962, 1963                   |
| Jacques Anquetil (FRA) | 2              | 1960, 1964                   |
| Giuseppe Saronni (ITA) | 2              | 1979, 1983                   |
| Miguel Indurain (ESP)  | 2              | 1992, 1993                   |
| Ivan Gotti (ITA)       | 2              | 1997, 1999                   |
| Gilberto Simoni (ITA)  | 2              | 2001, 2003                   |
| Paolo Savoldelli (ITA) | 2              | 2002, 2005                   |
| Ivan Basso (ITA)       | 2              | 2006, 2010                   |
| Alberto Contador (ESP) | 2              | 2008, 2015                   |
| Vincenzo Nibali (ITA)  | 2              | 2013, 2016                   |

### Thống kê số lần vô địch theo quốc tịch
Đã có các tay đua của 15 quốc gia từng vô địch Giro d'Italia.
| Quốc tịch   | Số cua rơ từng vô địch | Tổng số lần vô địch |
| ----------- | ---------------------- | ------------------- |
| Ý           | 41                     | 69                  |
| Bỉ          | 3                      | 7                   |
| Pháp        | 3                      | 6                   |
| Tây Ban Nha | 2                      | 4                   |
| Thụy Sĩ     | 3                      | 3                   |
| Nga         | 3                      | 3                   |
| Anh Quốc    | 2                      | 2                   |
| Colombia    | 2                      | 2                   |
| Luxembourg  | 1                      | 2                   |
| Thụy Điển   | 1                      | 1                   |
| Ireland     | 1                      | 1                   |
| Hoa Kỳ      | 1                      | 1                   |
| Canada      | 1                      | 1                   |
| Hà Lan      | 1                      | 1                   |
| Ecuador     | 1                      | 1                   |